# Castel di Lama
Castel di Lama település Olaszországban, Marche régióban, Ascoli Piceno megyében. Lakosainak száma 8395 fő (2023. január 1.). Castel di Lama Appignano del Tronto, Ascoli Piceno, Castorano, Offida és Ancarano községekkel határos.

## Népesség
A település lakossága az elmúlt években az alábbi módon változott:
| Lakosok száma | 8613 | 8614 | 8395 |
|               | 2017 | 2018 | 2023 |